# Піноцитоз

Піноцитоз

Піноцитоз (від грец. πίνω «пити» і грец. κύτος «оболонка, вмістище, клітина») — поглинання клітиною речовин шляхом їх проникнення в розчиненому чи дрібнодисперсному стані в краплині рідини, оточеній відокремлюючою частиною клітинної мембрани. Піноцитоз відбувається в епітеліальних клітинах кишечнику та ниркових канальців.
Історія відкриття:
Явище піноцитозу відкрив У. Льюїс у 1931 році.